# West Edmonton Mall

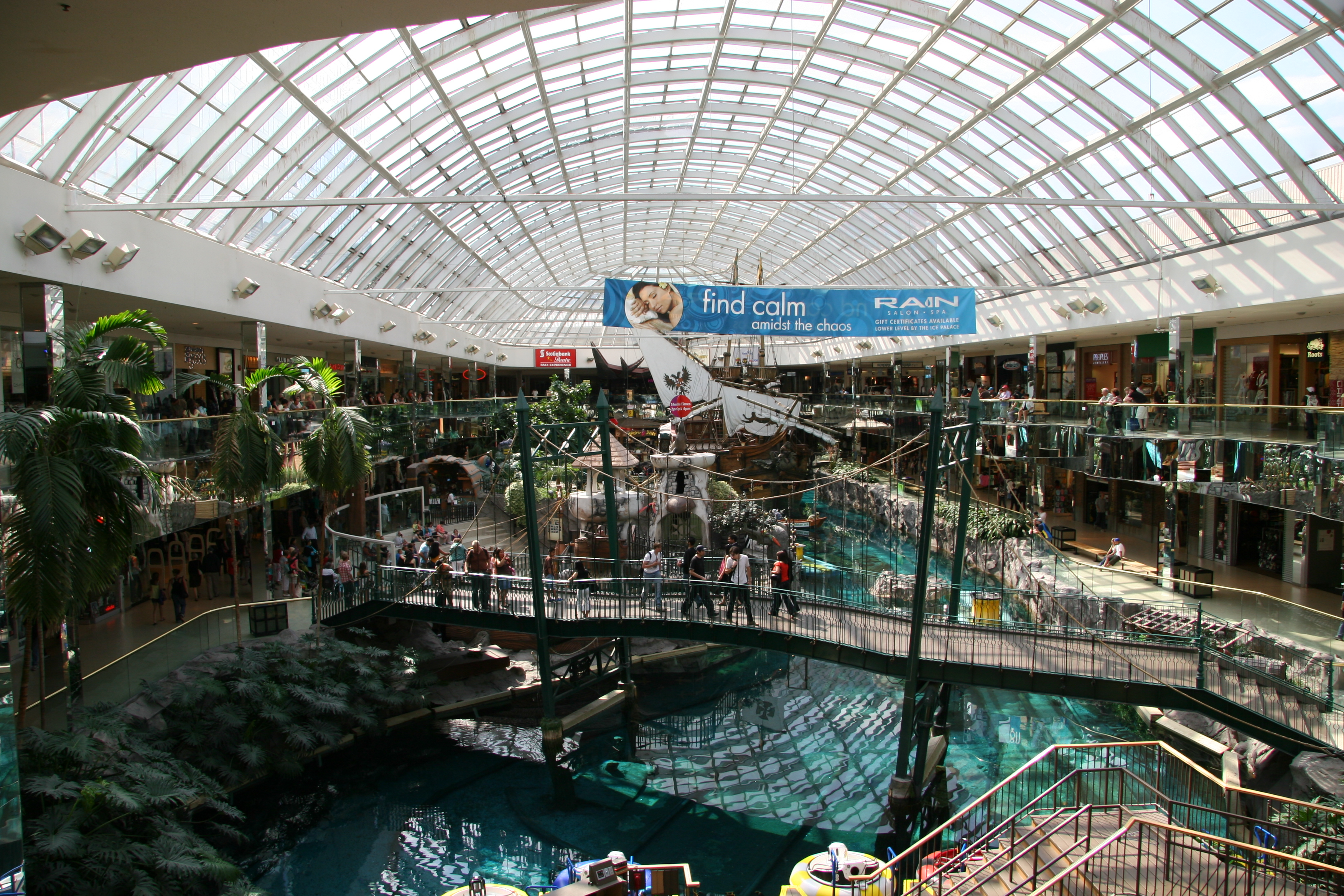
West Edmonton Mall

West Edmonton Mall (WEM) – największe centrum handlowe w Ameryce Północnej i piąte co do wielkości na świecie, położone w zachodniej części miasta Edmonton, prowincja Alberta w Kanadzie.
West Edmonton Mall zajmuje powierzchnię około 570 tys. m² a jego budowa kosztowała 1,2 miliarda dolarów kanadyjskich. W centrum znajduje się ponad 800 sklepów i punktów usługowych, parking na 20 tys. samochodów, a przy obsłudze centrum pracuje ponad 23 tys. osób.